# أبو اليسر الصخري
أبو اليسر الصخري أو سُبر صخري (الاسم العلمي: Glareola nuchalis)، نوع من السُبر وفصيلة السبريات.

## التوزيع والموطن
يضم أبو اليسر الصخري نويعان:
- G. n. liberiae, (هيرمان شليغل, 1881): من سيراليون إلى غرب الكاميرون.
- G. n. nuchalis, (جورج غراي, 1849): من تشاد إلى إثيوبيا, وجنوبًا إلى جنوب أنغولا وشمال ناميبيا إلى غرب زامبيا وموزمبيق.